# Mother Tucker
Mother Tucker é o nono episódio da segunda temporada da série Modern Family. O episódio foi exibido originalmente pela ABC no dia 24 de novembro de 2010 nos EUA.

## Sinopse
Phil Dunphy acha que tem o jeito jovem de falar, mas ele pode não ser o pai "legal" que ele pensa que é. A Mãe de Cam vai visita-los e Mitch fica meio desconfortavel pois ela sempre o toca inapropriadamente.

## Críticas
Na sua transmissão original americana, "Mother Tucker" foi visto por cerca de 10,53 milhões de espectadores The episode received a significant due to it airing Thanksgiving Eve. Joel Keller de TV Squad chamou o episódio de "entre os mais fracos da temporada, se não o mais fraco". Ele sentiu que, enquanto o de Dunphy teve a melhor parte da história, ele também se sentiu que foi desigual. Todd VanDerWerff de The AV Club avaliou o episódio com um B+. Ele sentiu que, embora "não foi o mais forte episódio deste show, mas era sólido em toda sua história". Rachael Maddux de Nova York afirmou em seu comentário de que "Depois de dois ótimos episódios e outros vacilantes, Modern Family parece que, finalmente, pode estar retornando ao seu modelo como na primeira temporada".